# 竜門寺直操
竜門寺 直操（りゅうもんじ ちょくそう）は、室町時代中期の武将。赤松満祐の実弟。

## 生涯
赤松義則の子で満祐の実弟。出家して網干の龍門寺で修行していたが、嘉吉の乱では兄に協力し、赤松家が幕府より追討を受けると兄の義雅と共に但馬口を守った。
しかし8月28日、山名宗全率いる幕府軍の攻撃を受けて大敗。その後も義雅と共に戦うも連戦連敗し、直操は敗戦の責任を取って自害したという。